# Postolin (Sztum)
Postolin (deutsch Pestlin) ist ein Dorf in der Stadt- und Landgemeinde (Gmina) Sztum (Stuhm) im Powiat Sztumski (Stuhmer Kreis) der polnischen Woiwodschaft Pommern.

## Geographische Lage
Das Kirchdorf liegt im ehemaligen Westpreußen, etwa sechs Kilometer südlich von Stuhm (Sztum), 22 Kilometer westsüdwestlich von Christburg (Dzierzgoń) und  sieben Kilometer westnordwestlich von Niklaskirchen (Mikołajki Pomorskie). 

## Geschichte

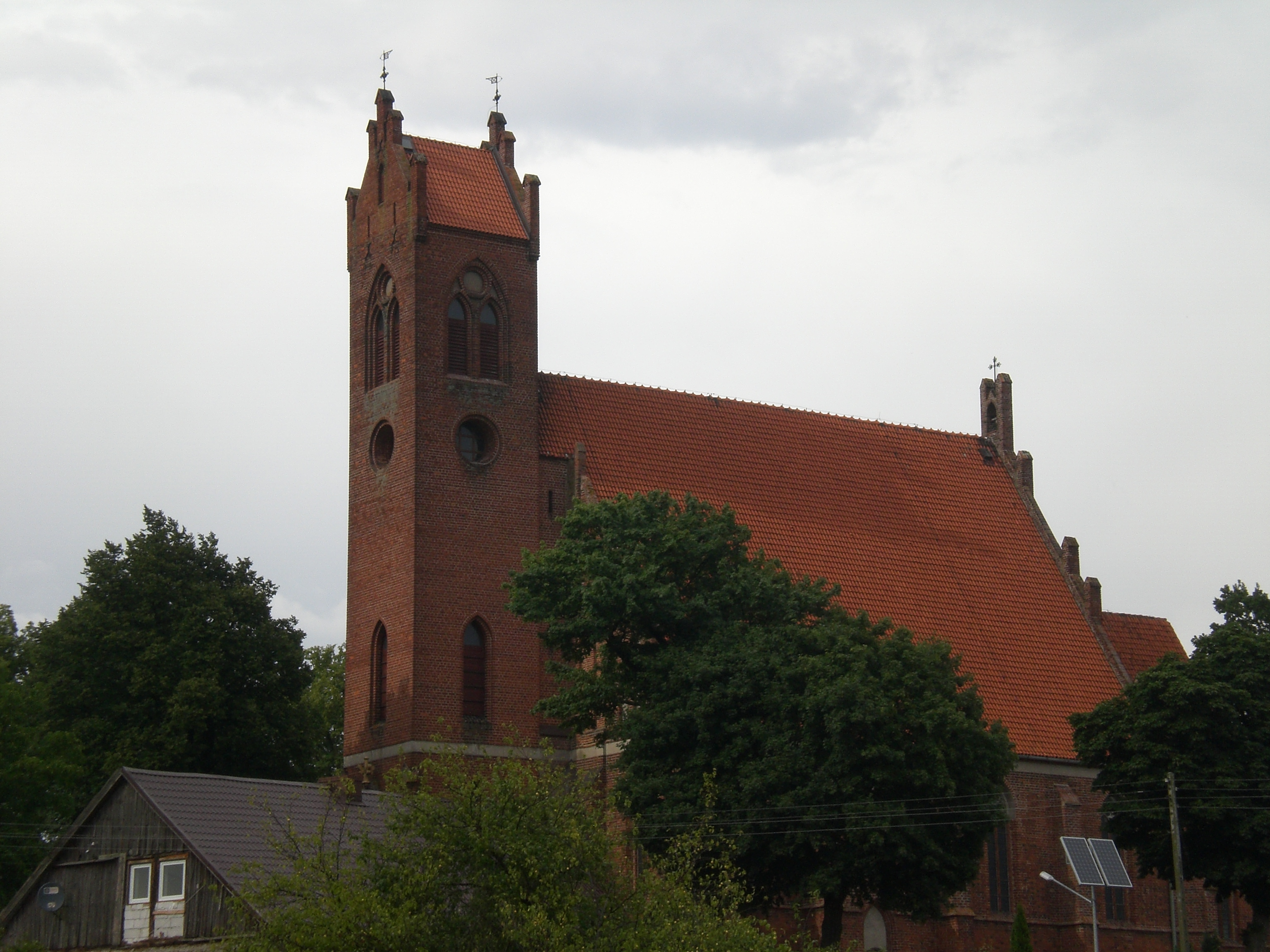
Dorfkirche, bis 1945 Gotteshaus der katholischen Gemeinde Pestlin (Juli 2014)

Wie hier und in der Umgebung gefundene Urnengräber der Vorzeit belegen, liegt die Gemarkung des Dorfs in sehr altem Siedlungsgebiet. Ältere Ortsbezeichnungen sind Pastoline (1237), Pastelina (1249), Postelyn (1295), Postelen sowie Poesteln (1309), Postelyn sowie Postolyn (15. Jh.), Pesteln (1518, 1531), Postelyn (1532, 1548) und Pesteln (1599). Hier stand einst eine Preußenburg, die 1236 vom Deutschen Orden erobert wurde. Der Orden gründete hier das Kirchspiel „Pastoline“, das am 28. Januar 1237 erwähnt wurde, als der Landmeister Hermann Balk den Dietrich von Dypenow mit Landbesitz ausstattete. Ein deutsches Dorf wurde hier erst durch die am 12. März 1295 vom Deutschordens-Komtur Heinrich von Wilnowe in Marienburg dem Heinrich von Radino ausgehändigte Handfeste gegründet, wonach dem Dorf 60 Hufen Land zu kulmischem Recht – davon acht Hufen für die Pfarre – verliehen und den Dorfbewohnern das Recht zugestanden wurde, Märkte abhalten zu dürfen.
Im Jahr 1945 gehörte das Dorf Pestlin zum Landkreis Stuhm im Regierungsbezirk Marienwerder im Reichsgau Danzig-Westpreußen des Deutschen Reichs. Pestlin war Sitz des Amtsbezirks Pestlin.
Im Januar 1945 wurde Pestlin von der Roten Armee besetzt. Nach Beendigung der Kampfhandlungen wurde die Region seitens der sowjetischen Besatzungsmacht zusammen mit ganz Hinterpommern und der südlichen Hälfte Ostpreußens – militärische Sperrgebiete ausgenommen – der Volksrepublik Polen zur Verwaltung überlassen. Pestlin wurde unter der polnischen Ortsbezeichnung „Postolin“ verwaltet. Die einheimische deutsche Bevölkerung wurde von der polnischen Administration mit wenigen Ausnahmen aus Pestlin vertrieben.

### Demographie
| Jahr | Einwohner | Anmerkungen |
| ---- | --------- | --- |
| 1783 | –         | königliches Dorf nebst einer katholischen Kirche und einem Freischulzen-Gut, Amt Stuhm, 50 Feuerstellen (Haushaltungen), in Westpreußen |
| 1818 | 237       | königliches Dorf, Amt Stuhm |
| 1852 | 652       | Dorf |
| 1864 | 683       | Dorf, darunter 44 Evangelische und 632 Katholiken                                                                                       |
| 1885 | 659       | am 1. Dezember, davon 38 Evangelische, 618 Katholiken und drei Juden                                                                    |
| 1910 | 677       | Landgemeinde, am 1. Dezember, darunter 15 Evangelische, 657 Katholiken und vier Juden; 636 Personen mit polnischer Muttersprache        |
| 1933 | 747       | [ 10 ] |
| 1939 | 759       | [ 10 ] |

## Kirche
Die örtliche katholische Pfarrkirche, die schon im 13. Jahrhundert gegründet worden war, wurde 1855 umfangreich renoviert. Das Kirchengebäude und seine Geschichte sind von Schmid 1909 ausführlicher beschrieben worden.
Die Protestanten der hier bis 1945 anwesenden Dorfbevölkerung gehörten zur evangelischen Pfarrei Stuhm.